# Rotunde (Greiz)

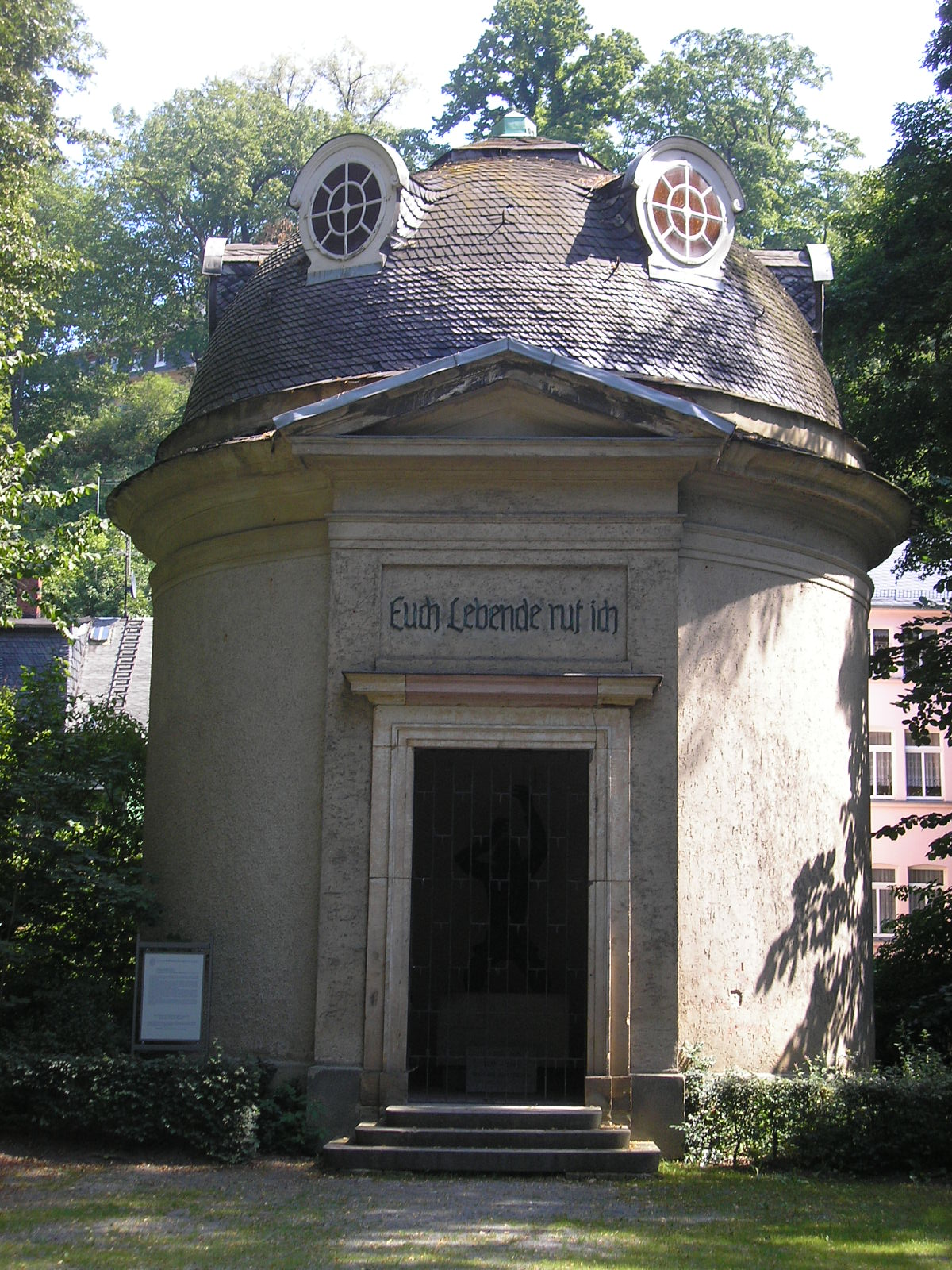
Rotunde im Fürstlich Greizer Park

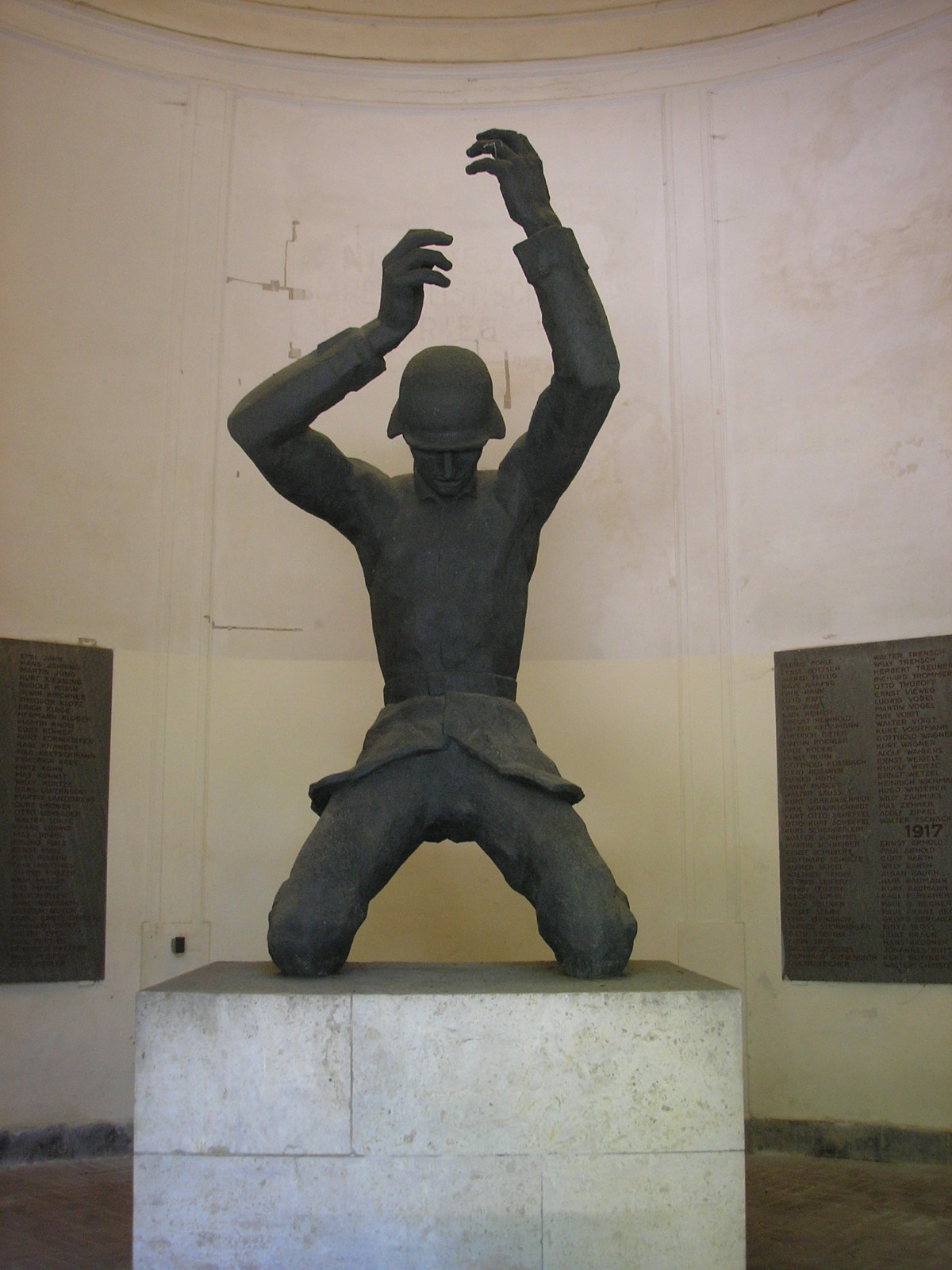
Bronzeplastik eines gefallenen Soldaten von Karl Albiker

Die Rotunde, im Volksmund auch Porzellanrotunde genannt, ist ein Kriegerdenkmal in der Kreisstadt Greiz in Thüringen und Teil des Fürstlich Greizer Parks.

## Lage
Das Kriegerdenkmal steht am südöstlichen Rand des Greizer Parks, mit der Rückseite ist es der Parkgasse zugewandt.

## Geschichte
Die Rotunde wurde 1787 im Auftrag von Fürst Heinrich XI. erbaut und hatte ursprünglich den Zweck eines Porzellanhäuschens, in dem seine Ehefrau Fürstin Alexandrine ihre umfangreiche japanische Porzellansammlung aufbewahrte. Im Jahr 1822 wurde die Rotunde von Fürst Heinrich XIX. in eine katholische Kapelle für seine Gemahlin, Fürstin Gasparine von Rohan-Rochefort-Montauban, umgebaut.
Nach Ende des Ersten Weltkriegs wurde die Rotunde zum Kriegerdenkmal umgewidmet. Im Inneren wurden an den Wänden gravierte Bronzetafeln mit den Namen der gefallenen Soldaten angebracht. In der Mitte des Bauwerks steht eine große Bronzeplastik eines gefallenen Kriegers, die 1926 vom Bildhauer Karl Albiker geschaffen wurde. Die Inschrift an der Außenseite „Euch Lebende ruf Ich“ wurde ebenfalls 1926 angebracht.
Zum Schutz vor Vandalismus wurde die Eingangstür durch ein Stahlgitter ersetzt, sodass eine Betrachtung des Inneren möglich ist. Jeweils am Totensonntag ist die Rotunde für die Öffentlichkeit zugänglich und ein Totengedenken mit Kerzen möglich.